# Finnwal

Größenvergleich zwischen Finnwal und Mensch

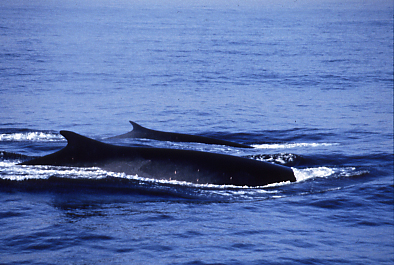
Zwei Finnwale, die namensgebende ausgeprägte Finne ist gut erkennbar

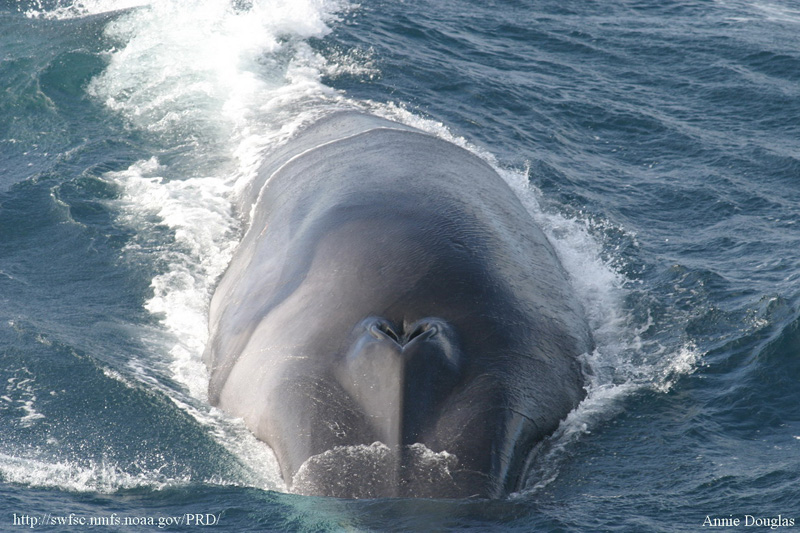
Entgegenkommender Finnwal

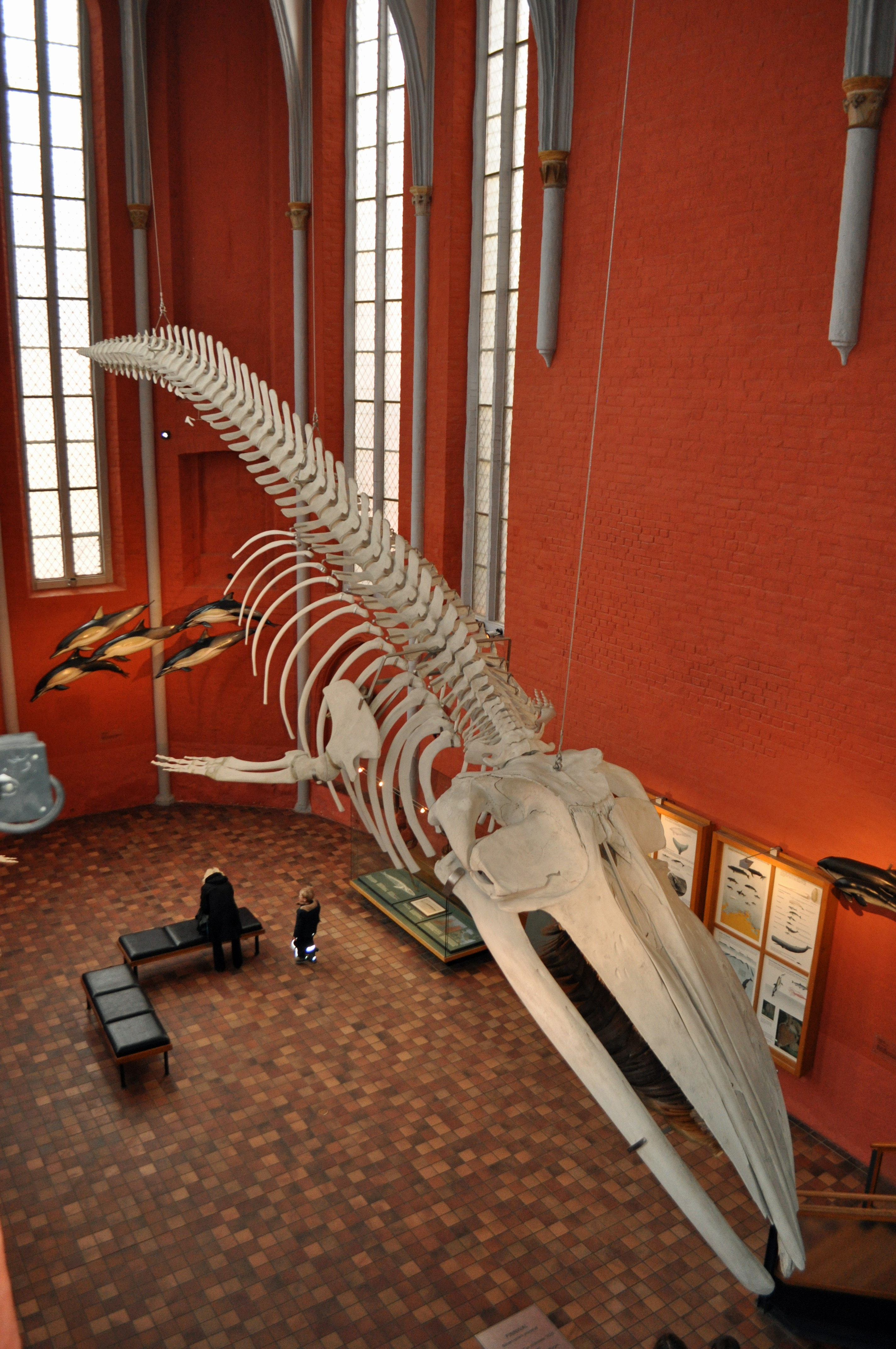
Finnwalskelett im Meeresmuseum Stralsund

Der Finnwal (Balaenoptera physalus) ist eine Art der Furchenwale und der nächste Verwandte des Blauwals.

## Merkmale
Erwachsene Männchen werden auf der Nordhalbkugel 18 bis 24 Meter und auf der Südhalbkugel 20 bis 27 Meter lang. Weibliche Tiere sind etwas größer als männliche, dabei ungefähr gleich schwer, mit etwa 40 bis 70 Tonnen. Der Finnwal ist sehr viel schlanker und leichter als ein gleich langer Blauwal und wiegt sogar weniger als manche kürzere Walarten wie Grönlandwal oder Pottwal.
Der Rücken von Finnwalen ist dunkelgrau bis schwarzbraun; der Bauch sowie die Unterseite von Flipper und Fluke sind weiß gefärbt. Sicher identifiziert werden kann die Art an der asymmetrischen Farbverteilung am vorderen Körperbereich: der Unterkiefer ist rechts weiß, links aber dunkel. Diese Färbung erstreckt sich auch auf die Barten. Mundinnenraum und Zunge sind umgekehrt gefärbt. Einige Dutzend Kehlfurchen erstrecken sich vom Unterkiefer bis zum Nabel.

## Verbreitung

Verbreitung des Finnwals

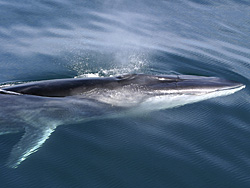
Seitenansicht eines Finnwals: Rechtsaspekt

Der Finnwal ist in allen Ozeanen verbreitet. Küstenregionen werden gemieden. Für die Wintermonate wandern die Wale in subtropische, gemäßigt-warme Gewässer zur Paarung sowie der Geburt ihrer Jungen. Im Sommer wandern sie zur Nahrungsaufnahme in die kälteren Gewässer der Arktis bzw. Antarktis. Da die Jahreszeiten auf den Erdhalbkugeln einander entgegengesetzt sind, begegnen sich südliche und nördliche Populationen am Äquator nie. Manche Zoologen sehen in ihnen getrennte Unterarten: den Nördlichen Finnwal (B. p. physalus) und den Südlichen Finnwal (B. p. quoyi). Der Südliche ist etwa 10 % größer als der Nördliche.

## Lebensweise
Finnwale werden meist alleine angetroffen, leben aber auch in Gruppen von etwa sechs Tieren. Auch größere Gruppen wurden regional gesichtet. Der Finnwal schwimmt schneller und taucht tiefer als die meisten anderen Großwale. Er ist bis zu knapp 50 km/h schnell und erreicht regelmäßig Tauchtiefen von weit über 200 Meter. Dabei bleibt er etwa fünfzehn Minuten unter Wasser. Die Nahrung besteht fast ausschließlich aus Krill, der durch die Barten gesiebt wird. Aber auch kleinere Schwarmfische werden akzeptiert. Der Schwarm wird in hoher Geschwindigkeit umkreist, so zu einem dichten Haufen zusammengetrieben, dann legt sich der Bartenwal auf die rechte Seite, um das Maul leichter schließen und die Fische verschlingen zu können. Dabei nimmt der Finnwal zwischen 60 und 82 Tonnen Meerwasser auf einmal vorn in seinen Körper auf und verdoppelt damit kurzzeitig sein Körpervolumen. Am Tag werden bis zu zwei Tonnen Nahrung aufgenommen.

## Fortpflanzung und Entwicklung
Das Kalb wird nach zwölfmonatiger Tragzeit im Spätherbst nach dem Eintreffen im Winterquartier geboren. Es ist etwa sechseinhalb Meter lang und wiegt 1800 Kilogramm. Es wird etwa sechs Monate gesäugt, bis es eine Länge von zehn bis zwölf Metern erreicht hat. Finnwale erreichen die sexuelle Reife, bevor sie ausgewachsen sind, im Alter von sechs bis zehn Jahren.

## Walfang und Schutz
Durch seine Schnelligkeit und seinen Vorzug, im offenen Meer zu leben, hatte der Finnwal lange Zeit keine Jagdfeinde. Erst im späten 19. Jahrhundert entwickelte der Mensch Möglichkeiten, Finnwale zu jagen. Zunächst blieb der Blauwal als Beute attraktiver. Erst als dieser nahezu ausgerottet war, ging man dazu über, in großem Stil Finnwale zu jagen. So wurden 1937/38 im Südpolarmeer über 28.000 Finnwale erbeutet. Der Walfang ging bis in die späten 1960er Jahre unvermindert weiter, bis die Bestände nahezu geplündert waren. 1982 stimmte die Internationale Walfangkommission (IWC) zu, ab 1986 den kommerziellen Fang von Finnwalen solange einzustellen, bis die Bestände sich erholt haben. Nachdem die isländische Regierung im Jahr 2006 beschlossen hatte, den kommerziellen Walfang wieder zu erlauben, wurde kurz danach, am 22. Oktober 2006, der erste erlegte Finnwal angelandet.
Der ursprüngliche Bestand wird auf rund 400.000 Südliche und 70.000 Nördliche Finnwale geschätzt. Seine exzessive Ausbeutung hatte den Bestand auf unter 5000 gedrückt. Finnwale kommen zwar deutlich häufiger vor als der Blauwal, gelten aber ebenfalls als gefährdete Art. Die American Cetacean Society geht 2003 von etwa 15.000 Finnwalen auf der Südhalbkugel und 40.000 auf der Nordhalbkugel aus.

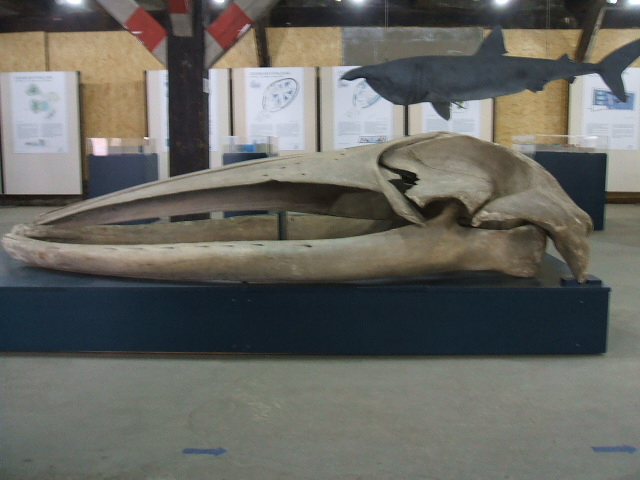
Walschädel, im Besitz des Stralsunder Meeresmuseums

## Verwandtschaft
Finnwal und Blauwal sind eng miteinander verwandt. Untersuchungen an der mitochondrialen DNA haben ergeben, dass Finnwale und Blauwale in der Lage sind, Hybride zu zeugen, obwohl die Entwicklungslinien beider Arten seit mindestens fünf Millionen Jahren getrennt sind. Gelegentlich kommt es zu Kreuzungen zwischen beiden Arten. Weibliche Hybride können sogar fruchtbar sein. Die Ähnlichkeiten im Karyotyp helfen dabei, Inkompatibilitäten bei der Meiose zu reduzieren und die Wahrscheinlichkeit der Fruchtbarkeit zu erhöhen.

## Lebenserwartung
Das Höchstalter des Finnwals liegt bei über 100 Jahren. Anhand der chemischen Untersuchung der Aminosäuren in der Augenlinse eines 17 Meter langen und 24 Tonnen schweren Finnwales, der im Sommer 2010 im dänischen Vejle Fjord strandete, stellten Spezialisten ein Alter von 130 bis 140 Jahren fest. Das Tier litt aufgrund seines hohen Alters an Arthrose.

## Sichtungen lebender Exemplare und Funde von Kadavern
Auch wenn der Finnwal gewöhnlich Bewohner größerer Meere ist, wird er gelegentlich auch in Nord- und Ostsee festgestellt, häufig als Totfund. So hielt sich im Sommer 2003 ein 15 Meter langer Finnwal mehrere Tage lang in der Kieler Förde auf. Im Oktober 2003 und Juli 2007 wurde je ein toter Finnwal aus dem Hamburger Hafen geborgen.
Im Juli 2005 wurde in der Ostsee in der Nähe der Insel Rügen ein toter Finnwal entdeckt. Der Kadaver wurde am 11. Juli 2005 nach Stralsund geschleppt und im dortigen Nautineum auf dem Dänholm mit zwei Schwimmkranen an Land gebracht und vor Ort untersucht, vermessen und präpariert. Dieser Wal, ein geschlechtsreifes männliches Exemplar, hatte eine Länge von 17,1 Metern, ein Gewicht von ca. 40 Tonnen und ein geschätztes Alter von ca. 10 bis 15 Jahren. Es handelte sich um den größten bislang vor der Küste Mecklenburg-Vorpommerns gefundenen Finnwal.
Am 14. Januar 2006 wurde in einer Bucht vor Wismar ein weiterer Finnwal-Kadaver in der Ostsee gefunden. Der Fund hat für die Wissenschaftler eine besondere Bedeutung, weil Walkadaver in der Ostsee sonst nur im Sommer gefunden wurden und dann bereits stark aufgedunsen im Verwesungszustand waren. Das führt u. a. dazu, dass die Waldarstellungen nicht immer exakt sind. Das Tier, das den Ausgang zum Ozean nicht mehr fand, ist offenbar verhungert. Sein Skelett wird aufbewahrt, um später in einem Neubau des Meeresmuseums Stralsund, dem Ozeaneum, ausgestellt zu werden. Wegen Eises konnte der Kadaver nicht auf dem Wasserweg zum Nautineum verbracht werden. Die Umweltorganisation Greenpeace bot sich an, den Transport unentgeltlich zu übernehmen, wenn sie den Kadaver einige Stunden für eigene Vermessungszwecke haben dürfe; mit den Maßen wolle man ein aufblasbares Walmodell in Originalgröße herstellen. Stattdessen transportierten Greenpeace-Aktivisten diesen Finnwal am 18. Januar 2006 nach Berlin, um damit vor der Japanischen Botschaft gegen den Walfang in Japan zu demonstrieren. Laut Auskunft des Direktors des Meeresmuseums, Benke, hat diese Aktion dank der niedrigen Außentemperaturen dem Kadaver nicht geschadet.
Am 16. August 2006 wurde wieder in der Flensburger Förde ein Finnwal gesichtet, der von der Wasserschutzpolizei auf den Namen „Henry“ getauft wurde. Zwischen dem 14. und 25. März 2007 wurde zum wiederholten Male ein Finnwal in der Flensburger Förde, insbesondere in der Wasserslebener Bucht und vor Sonwik, beobachtet. Im Stralsunder Meeresmuseum sowie im Budapester Naturwissenschaftlichen Museum sind präparierte Skelette von Finnwalen ausgestellt.
Im März 2014 wurde auf der Kanareninsel Fuerteventura ein toter Finnwal angespült. Der Kadaver befand sich zum Zeitpunkt des Fundes in sehr gutem Zustand. Das Tier wurde von der Universität von Las Palmas in Zusammenarbeit mit Experten der Gesellschaft für Meeressäuger auf den Kanaren untersucht. Das Skelett des 20 Meter langen Finnwals sollte ebenfalls präpariert und ausgestellt werden.
Am 3. Mai 2014 wurde im Golf von Triest mehrmals ein ca. 10 bis 12 Meter langer Finnwal gesichtet und fotografiert.
Nach einer Meldung der Berliner Zeitung wurde am 7. August 2015 vor Klaipėda ein ca. 17 Meter langer und etwa 23 Tonnen schwerer Finnwal von litauischen Fischern gesichtet. Möglicherweise war es dieses Tier, das wenige Tage später in der Danziger Bucht tot angeschwemmt wurde.
Am 25. April 2017 wurde etwa 15 Seemeilen vor der Küste von Tossa de Mar an der spanischen Mittelmeerküste ein etwa 24 Meter langer Kadaver eines Finnwals gefunden. Der aufgeblähte Kadaver lässt vermuten, dass das Tier vermutlich schon mehrere Tage zuvor gestorben ist.
Am 20. August 2017 wurde am Strand der Nordseeinsel Texel ein etwa 19 Meter langer Kadaver eines weiblichen Finnwals angespült. Der Kadaver befand sich bereits in einem fortgeschrittenen Zustand der Verwesung. Es wird angenommen, dass das Tier infolge einer Kollision mit einem Schiff zu Tode gekommen ist.
Im Januar 2021 wurde im Mittelmeer – im Golf von Neapel – der Kadaver eines 20–23 m langen und rund 70 Tonnen schweren weiblichen Finnwals entdeckt. Aufmerksam wurde die italienische Küstenwache zuvor auf ein Walkalb, das hilflos und verwirrt im Hafen von Sorrent gesichtet wurde; bei der Suche nach dem Kalb wurde das tote Muttertier von Tauchern in 20 m Tiefe gefunden. Als Todesursache wird eine masernartige Virusinfektion angenommen, die zu Entzündungen von Lungen und Hirnhaut sowie einer Schwächung des Immunsystems geführt hat.
Im Januar 2022 wurde von der Sichtung einer Ansammlung von etwa 1000 Finnwalen im Seegebiet zwischen den Südlichen Orkneyinseln und der Antarktischen Halbinsel berichtet. Dies wurde als eine der wahrscheinlich größten jemals dokumentierten Ansammlungen dieser Walart bezeichnet.
Am 28. Februar 2025 entdeckten Forschende der Umweltorganisation Jonian Dolphin Conservation (JDC) vor der Küste von Tarent in Süditalien einen etwa 20 Meter langen Finnwal. Die Sichtung gilt als außergewöhnlich, da seit April 2009 trotz regelmäßiger wissenschaftlicher Erhebungen mit über 250 Ausfahrten pro Jahr kein Exemplar dieser Art im Mittelmeer nachgewiesen werden konnte. Etwa zwölf Kilometer vor der Küste gelang es den Wissenschaftlern, mit Hilfe einer Drohne Aufnahmen des Meeressäugers zu machen. Die Beobachtung liefert neue Erkenntnisse über das Vorkommen und die Wanderungsmuster von Finnwalen im Mittelmeer.
Im Juni 2025 wurden an der Costa del Sol 3 Exemplare mit einer Drohne gefilmt.